# 371

## Esdeveniments
- Gàl·lia: Els saxons n'ataquen la costa i són derrotats per Valentinià I.
- Tours (Gàl·lia): Sant Martí és escollit bisbe de la ciutat.

## Naixements
- Milà (Itàlia): Valentinià II, emperador romà. (m. 392)

## Necrològiques
- 1 d'agost - Vercelli (Itàlia): Sant Eusebi, bisbe de la ciutat.
- Constantinoble: Màxim d'Efes, filòsof grec, acusat de conspiració contra Valent i executat.